# Bataille de Rancagua
Guerres d'indépendance en Amérique du Sud
Batailles
- Suipacha
- Las Piedras
- Huaqui
- Tucumán
- Cerrito
- Salta
- Campagne Admirable
- Ayohuma
- Buceo
- La Puerta (1814)
- Rancagua
- Sipe-Sipe
- Carthagène
- Chacabuco
- La Puerta (1818)
- Maipú
- Vargas
- Boyacá
- Valdivia
- Carabobo
- Yaguachi
- Pichincha
- Lac Maracaibo
- Junín
- Ayacucho

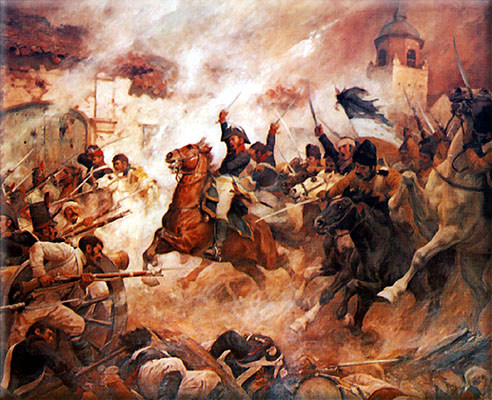
Charge de O'Higgins lors du désastre de Rancagua.

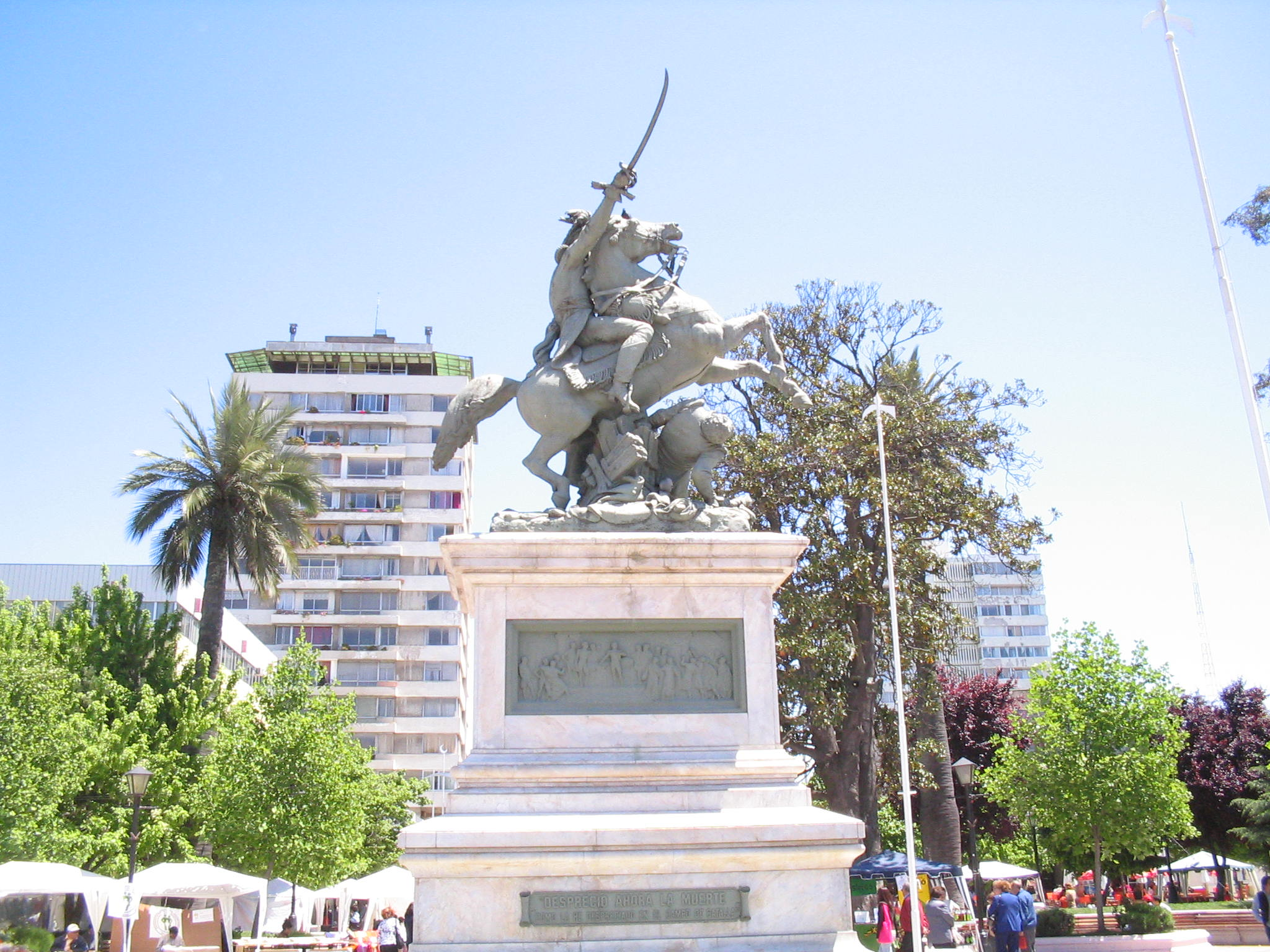
Monument à O'Higgins à Rancagua.

La bataille de Rancagua, dite par les Sud-Américains le désastre de Rancagua (espagnol : El Desastre de Rancagua) est le dernier affrontement de la Patria Vieja, il se déroula les 1er et 2 octobre 1814 dans la ville de Rancagua au Chili.
La bataille de Rancagua marque la fin des premiers projets républicains d’indépendance du Chili. Le brigadier Bernardo O'Higgins, au service de José Miguel Carrera, se trouvait dans la ville pour arrêter les troupes de Mariano Osorio. Après avoir réussi à contenir son adversaire pendant deux jours, il fut contraint de rompre la bataille et fuir. Durant la bataille, Bernardo O'Higgins prononça la phrase suivante qu'il avait déjà dite quelques mois auparavant, à ses troupes, sous un chêne :

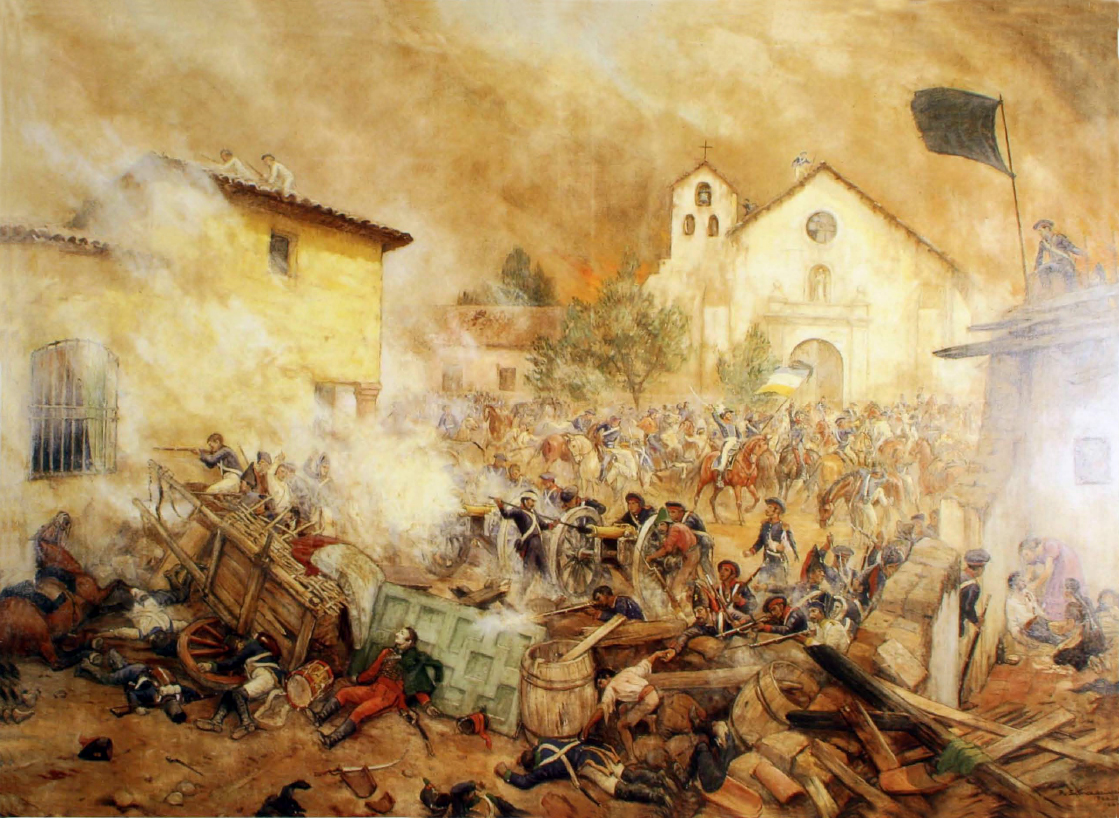
Les derniers moments de la bataille de Rancagua.

« O vivir con honor o morir con gloria ».

## Déroulement
Le 1er octobre, avec 4 500 loyalistes et 18 canons, soit plus du double de ses adversaires, Osorio arriva devant Rancagua. Il ne parvint pas à entrer en contact avec les divisions que commandait Juan José Carrera y Benavente, aussi il décida de prendre la ville. Ils se postèrent dans les quatre rues qui débouchent sur la place[précision nécessaire] avec les canons prêts à tirer. Après une première tentative infructueuse de prendre la place, Osorio décida de bombarder les tranchées où s'étaient réfugiés les patriotes et donner l'assaut aux quatre rues au même moment. Cependant, les patriotes résistèrent jusqu'à la tombée de la nuit qui mit fin aux combats, ces derniers étant sans eau depuis le milieu de la journée, les loyalistes ayant détourné le ruisseau qui approvisionnait la ville en eau potable.
Le lendemain, le 2 octobre, la bataille recommença avec encore plus de férocité, les patriotes avaient déjà résisté à six assauts depuis le début de la bataille, mais étaient décimés et à bout de forces. Dans une tentative désespérée pour sauver ce qui pouvait encore l'être, O'Higgins et ses soldats tentèrent une sortie pour s'ouvrir un passage dans les lignes ennemies.
« Monte a caballo el que pueda. ¡Nos abriremos paso a través del enemigo! » Bernardo O'Higgins
La défaite des patriotes lors de cette bataille marque la fin de la Patria Vieja (la Vieille Patrie, période de l’histoire du Chili, la fuite des chefs révolutionnaires en Argentine et le début de la période de la Reconquista.

## Commémoration
Chaque année on célèbre l'anniversaire de cette bataille importante dans l'histoire du Chili, dans la ville de Rancagua, par un défilé dans l'Estadio El Teniente. La célébration du cent soixantième anniversaire de la bataille coïncida avec la visite à Rancagua du Président de la République française Charles de Gaulle, il y assista en compagnie du président chilien d'alors, Jorge Alessandri, le 2 octobre 1964.